# ゲリット・ヴァン・コーウェン
ゲリット・ヴァン・コーウェン（Gerrit van Kouwen、1963年7月5日 - 2024年1月26日）は、オランダのレーシングドライバー。デ・メールン出身。 

## 経歴
1982年及び1983年にオランダのフォーミュラ・フォードのシリーズチャンピオンであり、ヨーロッパで複数のタイトルを獲得した。コーウェンは1984年にフォーミュラ・フォード・フェスティバルで優勝して同レースにおいて初めて優勝したオランダ人ドライバーとなった。その後もヨーロッパ各地のフォーミュラ3レースで活躍し、当時最も有力なシリーズの1つだったイギリスF3でも優勝した経験を持つ。因みに同時期のイギリスF3には、マウリシオ・グージェルミン、ロス・チーバー、デイヴ・スコット、アンドリュー・ギルバート＝スコット、アンディ・ウォレス、アンソニー・レイド、コーネリアス・オイザーなど後に様々なカテゴリーのレースで活躍した名だたるドライバーが参戦していた。コーウェンは後にツーリングカーレースに転向したが、1992年までこのカテゴリーで活躍し、複数のレースで優勝した。
2024年1月26日に癌により60歳で逝去。